# Karel Heida
Karel Heida è un personaggio letterario creato dalla scrittrice italoamericana Ben Pastor.
Giovane aristocratico nato a Praga, tenente di cavalleria, insieme al medico ebreo Solomon Meisl è il protagonista di due romanzi di genere giallo-storico ambientati in coincidenza con lo scoppio della prima guerra mondiale.

## La famiglia
Karel (in tedesco Karl) Otakar conte Czernin von Heida, nasce a Praga nel maggio del 1890.
In origine la famiglia Czernin era protestante, di osservanza ussita; al tempo narrato nei romanzi, e sin dal secolo XVIII, è però tornata ad essere cattolica. Un prozio di Karel, il cardinale Leone Skrbensky, è infatti l'arcivescovo di Praga.
La madre di Karel sin da ragazza era stata in ottimi rapporti d'amicizia con Sophie Chotek, la sposa morganatica dell'arciduca Francesco Ferdinando d'Austria, uccisa con lui nell'attentato di Sarajevo.
Karel ha una sorella maggiore di un anno, Drahomira detta Didi, che gli somiglia molto, anche se ha gli occhi castani e non celesti; non è bellissima in senso classico, però possiede ugualmente un certo fascino. È una ragazza moderna e sportiva, fuma di nascosto, ama il tennis e si interessa di moda.
Il personaggio notevole della famiglia è in ogni caso Klementina Laurentia, principessa Lobkowicz, la nonna materna di Heida. L'anziana signora è stata temprata da numerosi lutti famigliari: nel 1859 a San Martino, nel corso della guerra contro l'Italia, ha perduto due fratelli, e nel 1866, durante la guerra contro la Prussia, il marito Franz Jaromir è perito nella battaglia di Sadowa, lasciandola vedova in giovanissima età. Malgrado l'intelligenza e la forza d'animo di cui è dotata, tutti – sottovalutandola - si sentono in dovere di proteggerla, nascondendole gli aspetti più spiacevoli della realtà.

## Descrizione psicofisica
Al tempo narrato nei romanzi Karel Heida non ha ancora venticinque anni. Alto, biondo, pallido, con gli occhi celesti, fisicamente è il ritratto vivente del nonno materno – il principe Lobkowicz – morto circa cinquant'anni prima più o meno alla sua stessa età.
Non gioca d'azzardo, non fuma, non eccede con l'alcol, cavalca divinamente. Ha ricevuto un'ottima educazione, è un perfetto soldato e possiede evidenti attitudini al comando; le sue esperienze di vita però sono ancora molto limitate. Ha viaggiato pochissimo in Patria e ancora meno all'estero: da piccolo è stato a Venezia ma del viaggio non ricorda quasi nulla. I suoi rapporti con le donne sono ispirati da alti ideali romantici che si mescolano senza fatica agli impeti e alle curiosità proprie della sua giovane età.
Anche per ciò che riguarda l'evento bellico, sono gli ideali e le illusioni a prendere il sopravvento su considerazioni di tipo più pragmatico: Heida è propenso ad identificare la sua partecipazione alla guerra con la via più diretta per raggiungere la gloria. Inizialmente, prima di arrivare a sospettare che combattere significhi anche rischiare di morire, è soprattutto preoccupato che la guerra possa concludersi troppo rapidamente, impedendogli di mettersi alla prova.
Malgrado le sue numerose doti, essere ufficiale di etnia ceca in un Impero di lingua e tradizione tedesca spesso gli rende le cose più difficili. Come appartenente ad una minoranza etnica ha persino ricevuto volantini e minacce da parte dell'organizzazione terroristica “Mano Nera” (Ujedinjenje ili Smirt), costantemente desiderosa di attrarre nuovi simpatizzanti verso la causa serba.
Karel Heida è un ammiratore dell'opera di Conan Doyle; egli stesso si trova spesso coinvolto – in maniera più o meno ufficiale – nelle indagini su eventi criminosi: indagini alle quali, pur non essendo un investigatore professionista, applica comunque la propria curiosità e un cocciuto amore per la verità.
Di nascosto legge anche Der Kunstwart, un giornale d'avanguardia letteraria, assieme alle poesie di Holderlin e Kleist. Da lui molto apprezzati anche gli autori francesi: Flaubert, Balzac, Zola.

## La casa
Il palazzo degli Czernin, così come quello dei Lobkowicz, sorge ai piedi della Collina del Castello (Hràdchany), nel quartiere praghese di Mala Strana (il Piccolo Quartiere, in tedesco detto Kleinseite).
L'edificio originario è opera dell'architetto italiano Aliprandi; la famiglia – un tempo protestante - lo aveva perduto nel corso delle guerre civili e di religione approdate alla battaglia della Montagna Bianca (8 novembre 1620), recuperandolo soltanto in seguito alla riconversione al cattolicesimo, nel 1702. Nel corso del tempo sono stati realizzati numerosi restauri, ma il palazzo in sostanza è rimasto quello originario; al tempo narrato nei romanzi sono state apportate solo due modifiche importanti: l'introduzione di bagni moderni e l'installazione del telefono.
Il palazzo è costituito da molte sale (compresa quella da musica), ha una ricca biblioteca ed una cappella privata.

## La carriera militare
Unico figlio maschio della famiglia, Karel Heida è stato destinato quasi naturalmente alla carriera militare: da parte sua, in ogni caso, non ci sono mai state obiezioni.
Per quattro anni ha studiato a Wiener Neustadt, nell'omonima accademia riservata ai rampolli dell'aristocrazia. Al tempo narrato nei romanzi ha raggiunto il grado di Primo Tenente dei Lanceri nel IX Reggimento Principe Lobkowicz che prende il nome dal suo defunto ed eroico nonno materno ed è inquadrato nell'VIII Corpo d'Armata, di stanza nella caserma della Loreta.
Il comandante di Heida è il colonnello Johann Leopold von Trott, burbero e tradizionalista.

## La guerra
- In seguito all'attentato di Sarajevo in cui vengono uccisi l'erede al trono, l'arciduca Francesco Ferdinando, e sua moglie Sophie, l'Austria dichiara guerra alla Serbia: è il 28 giugno 1914.
- Il 31 luglio lo squadrone a cui appartiene Heida viene mobilitato e da Praga si trasferisce in Moravia.
- Il 21 agosto il reggimento, con uno spostamento in treno, passa in Galizia, avvicinandosi dunque al confine della Polonia russa.
- Ad inizio settembre, mentre la situazione sul fronte orientale si fa difficile per le forze austro-ungariche, lo squadrone di Heida, al comando del capitano Rozhmberk, viene distaccato dalla Quarta armata alla Prima armata del generale Dankl. Dopo settimane di sostanziale inattività, intervallata soltanto da ricognizioni e pattugliamenti, si è finalmente passato il confine russo-polacco, avanzando in territorio nemico in direzione di Lublino.
- Dopo la vittoria di Tannenberg le truppe prussiane raggiungono quelle austriache sul suolo russo. Il comando viene affidato al quarantenne tenente colonnello Edwin von Sickingen.
Entrambi soldati rispettosi e leali, Heida e Sickingen trovano ben presto il modo di superare quello che avrebbe potuto diventare un serio motivo di conflitto personale: il ricordo della guerra austro-prussiana e della battaglia di Sadowa nel '66, durante la quale il defunto nonno del tenente ed il padre del colonnello si erano trovati a combattere l'uno contro l'altro su fronti opposti.

## Le armi
Al di là della dotazione d'ordinanza, Heida – in virtù delle sue ottime qualità come tiratore – è autorizzato a portare una pistola Steyr M.12

## Il cavallo
Il cavallo di Heida è un grigio pomellato, lipizzano, chiamato Zhizhka in onore dell'omonimo e leggendario patriota ceco, vissuto nel secolo XV.

## Le donne
- Al tempo in cui frequentava l'Accademia, Heida era innamorato di una fanciulla italiana appartenente alla nobile famiglia dei Lante. La relazione era rimasta su di un piano puramente platonico e dopo il diploma era terminata senza alcuna conseguenza.
- Le prime due esperienze sessuali di Heida hanno luogo in altrettanti bordelli.
- Alcuni parenti che vivono a Przeworsk - il barone Mitrovitz e la moglie Ludmila – sperano che una delle loro figlie (Sdenka Louise e Julie) riesca a sposare il “cugino Karel”: Heida però, non avendone la benché minima intenzione, fa in modo di rendersi sgradito quanto basta perché le ragazze abbandonino l'idea.
- Poco prima della dichiarazione di guerra, nell'estate del 1914, durante un ricevimento Heida conosce Polyxena Kinska, soprano moravo molto popolare in tutto l'Impero.
Quasi trentenne ma in apparenza più giovane, la donna (detta semplicemente La Kinska) ha iniziato la carriera di cantante con lo pseudonimo italiano di Anita Baldi, ed è nota soprattutto per la sua interpretazione in Tosca. Bionda e bellissima, non rimane insensibile all'attrazione palesemente dimostrata dal giovane tenente, con il quale intreccia una relazione molto passionale, destinata però ad interrompersi – per mutuo consenso – quando Heida viene mobilitato.

## Collegamento letterario
Karel conte Czernin von Heida, insieme al dottore ebreo Solomon Meisl, che nell'imminenza della guerra diventa suo buon amico e che con lui condivide numerose esperienze investigative, viene ricordato anche in un'altra parte dell'universo narrativo di Ben Pastor: nel racconto La finestra sui tetti, ambientato nel 1943 ed appartenente al ciclo con Martin Bora, il protagonista si trova momentaneamente a Praga e cerca – senza però trovarli – i due uomini, che avevano avuto rapporti personali e professionali con il suo patrigno Edwin von Sickingen.
(Ben Pastor, La finestra sui tetti, traduzione di Judy Faellini e Paola Bonini)

### Romanzi
- Ben Pastor, I misteri di Praga (Brink Tales, 2002); traduzione di Paola Bonini, Hobby & Work Publishing, 2002
- Ben Pastor, La camera dello scirocco (The Wind Rose Room, 2007; traduzione di Paola Bonini,    Hobby & Work Publishing, 2007